# Tambakroto (Kajen)
Tambakroto is een bestuurslaag in het regentschap Pekalongan van de provincie Midden-Java, Indonesië. Tambakroto telt 1923 inwoners (volkstelling 2010).